# Los Pericones, Guerrero
Los Pericones är en ort i Mexiko.   Den ligger i kommunen Teloloapan och delstaten Guerrero, i den södra delen av landet, 150 km sydväst om huvudstaden Mexico City. Los Pericones ligger 1 170 meter över havet och antalet invånare är 195.
Terrängen runt Los Pericones är huvudsakligen kuperad. Los Pericones ligger nere i en dal som går i nord-sydlig riktning. Runt Los Pericones är det ganska glesbefolkat, med 36 invånare per kvadratkilometer. Närmaste större samhälle är Teloloapan, 12,8 km nordost om Los Pericones. I omgivningarna runt Los Pericones växer huvudsakligen savannskog.